# Seznam čeških biologov
Seznam čeških biologov.

## A
- Josef Ambrož (botanik)

## B
- Edward Babák
- František Balát (ornitolog)
- Emanuel Bartoš
- Leontin Baťa
- Jiři Baum (s F. Foitom v Afriki 1931)
- Emil Bayer
- František Bayer
- Vincent Bochdalek
- František Bubák (mikolog)

## C
- Carl Ferdinand Cori
- Gerty Cori

## D
- Karel Domin (botanik)

## F
- Zdeněk Frankenberger (entomolog) (1892–1966)
- Alberto Vojtěch Frič (botanik)

## H
- Václav Hampl
- Miroslav Holub ?
- Ivan Honl

## J
- (Bohuslav Jiruš 1841-1901) češko-hrvaški botanik
- Ctirad John (1920-2018)

## K
- Karel Kavina
- Stanislav Komárek (tudi filozof)
- Vladimír Krajina (tudi politik)
- Josef Kratochvíl

## M
- Kio Marv
- Vratislav Mazák
- Gregor Mendel
- Roman Mlejnek
- Josef Moravec

## N
- Zdeněk Neubauer
- (Lubor Niederle)
- Vladimír Jan Amos Novák
- Vojtech Novotny

## P
- Václav Pačes
- František Patočka
- Josef Podpěra (botanik)
- Karel Presl
- Emanuel Purkyně
- Jan Evangelista Purkyně

## R
- Emanuel Rádl
- Karel Rokytanský

## S
- Bohumil Sekla
- Jiří Svoboda (antropolog) ?

## Š
- Jaromír Šámal (1900–1942)
- Jan Šmarda (botanik)

## V
- Zdeněk Veselovský (1928-2006) (zoolog)

## Z
- Jan Zavřel
- Eva Zažímalová (biokemičarka)